# Ježevik
Ježevik falu Horvátországban, Bród-Szávamente megyében. Közigazgatásilag Bukolyához tartozik.

## Fekvése
Bród központjától 8 km-re északkeletre, községközpontjáról 3 km-re északra Szlavónia középső részén, a Dilj-hegység déli lejtőin fekszik.

## Története
A település keletkezésével kapcsolatban a történészek különböző véleményen vannak. Csánki Dezső szerint település már a középkorban is létezett. 1422-ben „Jalsawyk”, „Jalsawycha” alakban említi a korabeli oklevél mint Névna vára tartozékaival szomszédos birtokot. Borics bán utódainak birtoka volt.  
 A török 1536-ban szállta meg és valószínűleg elnéptelenedett. Andrija Zirdum szerint a török uralom idején erdőirtáson keletkezett, amikor pravoszláv vlachok települtek ide, akik főként állattartással foglalkoztak. Neve a sündisznó szláv „jež” nevéből származik. A török kivonulásával a lakosság legnagyobb része is távozott, csupán négy család maradt. Néhány évvel ezután Boszniából menekült családok érkeztek ide. 1698-ban „Jessevics” néven hajdútelepülésként, szerepel a török uralom alól felszabadított szlavóniai települések összeírásában. 1730-ban és 1746-ban az egyházi vizitáció jegyzőkönyve szerint 5 háza volt. 1760-ban az egyházi vizitáció 6 házzal, 7 családdal és 48 katolikus lakossal említi megjegyezve, hogy 7 pravoszlávok által lakott ház is állt a településen. A katonai határőrvidékek megszervezése után a bródi határőrezredhez tartozott.
Az első katonai felmérés térképén „Jessevik” néven található. Lipszky János 1808-ban Budán kiadott repertóriumában „Jexevik” néven szerepel. Nagy Lajos 1829-ben kiadott művében „Jeshevik” néven 20 házzal, 30 katolikus és 72 ortodox vallású lakossal találjuk. A katonai közigazgatás megszüntetése után 1871-ben Pozsega vármegyéhez csatolták.
A településnek 1857-ben 71, 1910-ben 143 lakosa volt. Pozsega vármegye Bródi járásának része volt. Az 1910-es népszámlálás adatai szerint lakosságának 57%-a szerb, 25%-a ruszin, 16%-a horvát anyanyelvű volt. Az első világháború után 1918-ban az új szerb-horvát-szlovén állam, majd később (1929-ben) Jugoszlávia része lett. 1991-től a független Horvátországhoz tartozik. 1991-ben lakosságának 51%-a szerb, 45%-a horvát nemzetiségű volt. 2011-ben a településnek 63 lakosa volt.

## Lakossága
| Lakosság változása | Lakosság változása | Lakosság változása | Lakosság változása | Lakosság változása | Lakosság változása | Lakosság változása | Lakosság változása | Lakosság változása | Lakosság változása | Lakosság változása | Lakosság változása | Lakosság változása | Lakosság változása | Lakosság változása | Lakosság változása |
| ------------------ | ------------------ | ------------------ | ------------------ | ------------------ | ------------------ | ------------------ | ------------------ | ------------------ | ------------------ | ------------------ | ------------------ | ------------------ | ------------------ | ------------------ | ------------------ |
| 1857               | 1869               | 1880               | 1890               | 1900               | 1910               | 1921               | 1931               | 1948               | 1953               | 1961               | 1971               | 1981               | 1991               | 2001               | 2011               |
| 71                 | 72                 | 63                 | 87                 | 118                | 143                | 143                | 153                | 137                | 136                | 127                | 99                 | 80                 | 71                 | 77                 | 63                 |